# 仁田尾博幸
仁田尾 博幸（にたお ひろゆき、1973年11月27日 - ）は鹿児島県出身の元サッカー選手、サッカー指導者。現役時代のポジションはゴールキーパー（GK）。　

## 来歴
1989年、鹿児島実業高校に入学。2年次に出場した全国高校選手権では大会を通して好セーブを連発し、準決勝武南戦のPK戦では相手の3人目までのキッカーを全員止めて鹿実高初の決勝進出及び準優勝に貢献。同期には前園真聖、藤山竜仁らがいた。1992年に福岡大学へ進学し、4年次の1995年にはユニバーシアードに参加。掛川誠とポジションを争った。
1996年に横浜フリューゲルスへ入団。しかしレギュラーには加われず、同年中にジェフ市原へ移籍。1998年には横浜Fの解散と天皇杯優勝を経験した。1999年、京都パープルサンガへ移籍。
1999年8月、J2・FC東京は、正GKの堀池洋充が負傷離脱しGK確保に迫られていたため、3ヶ月の契約で仁田尾を補強した。プロ入り以来公式戦での出場機会が無かった仁田尾にとっては、最後のチャンスのつもりで東京に移籍してきたが、既に堀池に代わる正GKには鈴木敬之が定着していた。10月に入ってチームは不調に陥ったが、横浜Fでの経験からチームの一体感を高める重要性を実感していた仁田尾は、率先してムードメーカー役となり、選手やサポーターを鼓舞。J2最終節を前に契約満了を迎え退団したが、仁田尾の加入はこの年のFC東京にとって大きなポイントとなっていた。
11月、京都に復帰。この年限りでプロサッカー選手としてのキャリアを終えた。その後は地元鹿児島県に戻り、京セラの鹿児島川内工場に勤務。京セラ川内サッカー部でのプレーを続けた。
その後は鳳凰高等学校男子サッカー部監督を務めている。

## 所属クラブ
- 和田中学校
- 鹿児島実業高等学校
- 福岡大学
- 1996年 横浜フリューゲルス
- 1996年 ジェフユナイテッド市原
- 1997年 - 1998年 横浜フリューゲルス
- 1999年 京都パープルサンガ
  - 1999年8月 - 11月 FC東京 (期限付き移籍)
- 2000年 - 2003年 京セラ川内サッカー部

## 個人成績
| 国内大会個人成績 | 国内大会個人成績 | 国内大会個人成績 | 国内大会個人成績 | 国内大会個人成績 | 国内大会個人成績 | 国内大会個人成績 | 国内大会個人成績 | 国内大会個人成績 | 国内大会個人成績 | 国内大会個人成績 | 国内大会個人成績 |
| 年度             | クラブ           | 背番号           | リーグ           | リーグ戦         | リーグ戦         | リーグ杯         | リーグ杯         | オープン杯       | オープン杯       | 期間通算         | 期間通算         |
| 年度             | クラブ           | 背番号           | リーグ           | 出場             | 得点             | 出場             | 得点             | 出場             | 得点             | 出場             | 得点             |
| 日本             | 日本             | 日本             | 日本             | リーグ戦         | リーグ戦         | リーグ杯         | リーグ杯         | 天皇杯           | 天皇杯           | 期間通算         | 期間通算         |
| ---------------- | ---------------- | ---------------- | ---------------- | ---------------- | ---------------- | ---------------- | ---------------- | ---------------- | ---------------- | ---------------- | ---------------- |
| 1996             | 横浜F            | -                | J                | 0                | 0                | 0                | 0                |                  |                  |                  |                  |
| 1996             | 市原             | -                | J                | 0                | 0                | 0                | 0                |                  |                  |                  |                  |
| 1997             | 横浜F            | 16               | J                | 0                | 0                | 0                | 0                |                  |                  |                  |                  |
| 1998             | 横浜F            | 20               | J                | 0                | 0                | 0                | 0                |                  |                  |                  |                  |
| 1999             | 京都             | 12               | J1               | 0                | 0                | 0                | 0                | -                | -                | 0                | 0                |
| 1999             | FC東京           | 32               | J2               | 0                | 0                | 0                | 0                | -                | -                | 0                | 0                |
| 1999             | 京都             | 12               | J1               | 0                | 0                | -                | -                |                  |                  |                  |                  |
| 2000             | 川内             |                  | 九州             |                  |                  | -                | -                | -                | -                |                  |                  |
| 2001             | 川内             |                  | 九州             |                  |                  | -                | -                | -                | -                |                  |                  |
| 2002             | 川内             |                  | 九州             |                  |                  | -                | -                | -                | -                |                  |                  |
| 2003             | 川内             | 1                | 九州             |                  |                  | -                | -                | -                | -                |                  |                  |
| 通算             | 日本             | 日本             | J1               |                  |                  |                  |                  |                  |                  |                  |                  |
| 通算             | 日本             | 日本             | J2               | 0                | 0                | 0                | 0                | -                | -                | 0                | 0                |
| 通算             | 日本             | 日本             | 九州             |                  |                  |                  |                  |                  |                  |                  |                  |
| 総通算           |                  |                  |                  |                  |                  |                  |                  |                  |                  |                  |                  |

## 代表・選抜歴
- 全日本大学サッカー選抜
  - 1995年 - ユニバーシアードサッカー競技

## タイトル
- ユニバーシアードサッカー競技 (1995年[1])
- 天皇杯全日本サッカー選手権大会 (1998年)

## 指導歴
- 福岡大学 コーチ
- 2007年- 鳳凰高等学校男子サッカー部 監督
- 鳳凰高等学校女子サッカー部 GKコーチ